# Bøgeskov Havn
Bøgeskov Havn er en lille privatejet lystbådehavn, der ligger ved Gjorslev Bøgeskov ved Stevns Klint. Havnen tilhører Foreningen Bøgeskov Havn. 
Her starter og ender Stevns Klint Trampesti. Fra havnen er der kun 4 km til Gjorslev Slot.
- Traktørstedet nær havnen